# Teleuniwersytet
Teleuniwersytet – edukacyjny kanał Telewizji Polsat przedstawiający wykłady na uczelni. Był to pierwszy tego typu kanał w Polsce. Był dostępny dla każdej uczelni posiadającej uprawnienie od ministerstwa edukacji narodowej.

## Historia
Kanał został uruchomiony 10 września 2000 roku na platformie Cyfrowy Polsat. Dzielił częstotliwość z kanałem dla abonentów. W 2005 roku został zlikwidowany.
Był to pierwszy w Polsce multimedialny system edukacyjny, z którego można było korzystać używając odbiornika telewizyjnego. Teleuniwersytet nie był uczelnią. Pośredniczył jedynie w przekazywaniu wykładów z uczelni dla studentów.
Kanał nie okazał się jednak konkurencyjny i zakończył nadawanie, zastąpił go Polsat Sport Extra.